# غوشناطية بهشية الأوراق
غوشناطية بهشية الأوراق (الاسم العلمي:Gochnatia ilicifolia) هي نوع من النباتات تتبع جنس الغوشناطية من الفصيلة النجمية.